# Мукоед, Александр Львович
Александр Львович Мукоед — советский хозяйственный, государственный и политический деятель.

## Биография
Родился в 1933 году в Новосибирске. Член КПСС.
С 1955 года — на хозяйственной, общественной и политической работе. В 1955—2000 гг. — мастер, прораб, старший инженер ПТО Гражданстроя на строительстве жилья в Лалетино и Дивногорске, начальник производственного отдела, заместитель начальника строительства по производству УС
«Красноярскгэсстрой», первый заместитель председателя Красноярского крайисполкома, уполномоченный представитель Госплана СССР по Восточно-Сибирскому экономическому району, начальник отдела территориального планирования и размещения производительных сил Госплана СССР, начальник отдела региональных союзно-республиканских программ Минэкономики СССР, начальник Сводного отдела социально-экономического развития регионов Минэкономики РФ.
Избирался депутатом Верховного Совета РСФСР 9-го и 10-го созывов.
Жил в Москве.